# Charles Gordon (1833-1885)
Pour les articles homonymes, voir Charles Gordon et Gordon.
 (juin 2019).
Si vous disposez d'ouvrages ou d'articles de référence ou si vous connaissez des sites web de qualité traitant du thème abordé ici, merci de compléter l'article en donnant les références utiles à sa vérifiabilité et en les liant à la section « Notes et références ».
Charles George Gordon, général britannique issu du corps du génie militaire, surnommé successivement Chinese Gordon (Gordon le Chinois), Gordon Pasha, et Gordon of Khartoum (Gordon de Khartoum), est né le 28 janvier 1833 à Londres et mort le 26 janvier 1885 à Khartoum au Soudan.

## Biographie
Élève de l'Académie royale militaire de Woolwich, il choisit à sa sortie d'école de servir dans le génie militaire (Royal Engineers)
Il servit en Crimée, puis dans la campagne de Chine de 1860. Les Taï-ping (ou « révoltés aux longs cheveux »), profitant de l'affaiblissement de l'empire chinois après la victoire des alliés, s'insurgèrent pour renverser la dynastie mandchoue et devinrent maîtres d'une grande partie de la Chine. Avec l'assentiment de son gouvernement, Charles Gordon entra au service de l'Empire Qing pour combattre les Taiping. À la tête d'une poignée d'Européens, il réorganisa l'armée chinoise, dégagea Shanghai menacée, reprit aux insurgés Suzhou et Wankin[Quoi ?]. L'armée de Gordon, « l'Armée toujours victorieuse », sauva la dynastie mandchoue qui semblait perdue et réduisit rapidement les rebelles. En 1863, Gordon, malgré les offres brillantes des Chinois, rentra au Royaume-Uni avec le grade de lieutenant-colonel et le surnom du "Chinois".
En 1874, il entra au service de l'Égypte, fut nommé gouverneur du Soudan, conquis par l'Égypte quelques décennies plus tôt et en poussa les frontières jusqu'à Gondokoro. Il s'attacha à éradiquer le trafic d'esclaves, dont le Soudan était depuis longtemps une plaque tournante. En 1879, il donna sa démission à la suite de difficultés avec le nouveau khédive Tawfik.
Après avoir servi en Inde où il devint major général, il revint en février 1884 au Soudan, à nouveau en tant que gouverneur, dans le cadre de la guerre des mahdistes. Son objectif initial était d'évacuer les Égyptiens demeurés dans la ville, devenue indéfendable après l'anéantissement à El Obeid de l'armée égyptienne venue combattre les troupes du Mahdi. Mais la prise par celles-ci de Berber, plus au nord, rendit cette manœuvre impossible. Résolu à ne pas abandonner la ville aux fanatiques du Mahdi sans rien faire, il en organisa la défense, espérant que le gouvernement britannique de Gladstone enverrait une armée de secours.
Très réticent (« Je refuse l'obligation pour l'Angleterre d'intervenir dans le monde entier ») celui-ci finit, sous la pression de l'opinion publique, de la reine et de la très puissante Association de Lutte contre l'Esclavage, par envoyer un corps expéditionnaire commandé par Sir Garnet Wolseley. L'arrivée imminente de ces secours conduisit le Mahdi à ordonner l'assaut de la ville, assiégée depuis des mois et dont la petite garnison égyptienne était affaiblie par le manque de vivres. Gordon fut tué, ainsi que tous les Égyptiens et une grande partie des habitants soudanais de Khartoum, que les mahdistes laissèrent en ruine.
Charles Gordon était d'un caractère religieux voire mystique ; il s'exalta pour cette mission. Il aimait en outre profondément les Soudanais. Il crut jusqu'au bout que les secours arriveraient à temps.
Protestant évangélique, il profita de son voyage en Palestine en 1883 pour affirmer que la « falaise du crâne » était le lieu de Crucifixion de Jésus.

## Anecdote
En tant que capitaine dans les Royal Engineers, il dut sur ordre, participer à l'incendie du Palais d’Été de Pékin en 1860 et en laissa la relation suivante :
« We went out, and, after pillaging it, burned the whole place, destroying in a vandal-like manner most valuable property which [could] not be replaced for four millions. We got upward of £48 apiece prize money...I have done well. The [local] people are very civil, but I think the grandees hate us, as they must after what we did the Palace. You can scarcely imagine the beauty and magnificence of the places we burnt. It made one’s heart sore to burn them; in fact, these places were so large, and we were so pressed for time, that we could not plunder them carefully. Quantities of gold ornaments were burnt, considered as brass. It was wretchedly demoralising work for an army. »
Ce que l'on pourrait traduire par :
« Nous sommes sortis, et, après l'avoir pillé, avons entièrement brûlé le lieu, détruisant comme des vandales des biens des plus précieux qui ne [pourraient] pas être remplacés pour quatre millions. Nous avons reçu en récompense une somme en argent de 48 £ chacun ... J'ai bien fait. Les populations [locales] sont très courtoises, mais je pense que les nobles nous haïssent, comme ils le doivent après ce que nous avons fait au Palais. Vous pouvez à peine imaginer la beauté et la magnificence des lieux que nous avons brûlés. Ça brisait le cœur de les brûler; en fait, ces lieux étaient si grands, et nous étions tellement pressés par le temps, que nous ne pouvions pas les dépouiller avec soin. Quantités d'ornements en or ont été brûlés, considérés comme étant en laiton. C'était un travail misérablement démoralisant pour une armée. »

## Postérité
Quelques critiques de Gladstone, le Premier ministre britannique au temps de la mort de Gordon, renversent son surnom « G.O.M. » (« Grand Old Man », « le grand vieil homme ») en « M.O.G. » (« Murderer of Gordon », « le meurtrier de Gordon »).
Edward Elgar devait consacrer originellement sa première symphonie à l'illustration musicale de la vie de Gordon, dans le but de le glorifier en lui donnant l'image d'un véritable chevalier britannique, mais ce projet fut finalement abandonné.
Sir Arthur Conan Doyle lui rend hommage par le biais de son héros Sherlock Holmes.
Holmes, après avoir disparu dans les chutes du Reichenbach avec son ennemi de toujours, le professeur Moriarty, et devant faire croire à sa mort pour échapper au seul témoin de sa survie, le colonel Sebastian Moran, exécuteur des basses œuvres du professeur, disparaît pendant trois ans. Au cours de ces années, il prend une fausse identité, celle d'un explorateur norvégien et se rend à Khartoum, dans le palais même où Gordon Pacha fut assassiné. Il y décrit un palais en ruine, laissé à l'abandon. Ces faits sont rapportés dans la nouvelle La Maison vide qui fait suite à celle intitulée  Le Dernier Problème, après la publication intermédiaire de Le Chien des Baskerville.
David Gibbins évoque également Gordon dans son roman d'aventure Pyramide  (ISBN 978-2-36569-114-7), l'action se déroulant dans le prolongement de la guerre contre le Mahdi.
Le roman Le Triomphe du Soleil de Wilbur Smith a pour point de départ le siège de Khartoum.